# 拉卡湖 (捷克)
拉卡湖是捷克的湖泊，長0.33公里、寬0.09公里，面積0.03平方公里，集水區面積1.35平方公里，海拔高度1,096米，平均水深1.4米，最大水深3.9米，蓄水量4萬立方米。